# Янош
Горст Еккерт (нім. Horst Eckert), відомий під псевдонімом Янош (нім. Janosch) — німецький ілюстратор та дитячий письменник. Насамперед відомий завдяки книжці «Ах, ця чудова Панама!» (1978), яка дала початок цілому циклу оповідань, що розповідають про пригоди Ведмедика і Тигрика, двох друзів у пошуках Панами. Книжку перекладено 40 мовами світу та нагороджено Німецькою премією дитячої літератури (нім. Deutschen Jugendliteraturpreis).

## Біографія
Народився 11 березня 1931 року в Гінденбурзі. Його батько страждав на алкоголізм та проявляв насильство проти членів своєї сім'ї. Матір же відзначалася надмірною релігійністю та тримала сина у жорстких шорах. Через злигодні у тринадцятирічному віці мусив стати учнем слюсаря. Після Другої світової війни сім'я Горстів перебралася до Німеччини, де майбутній письменник працював на текстильній фабриці, а також відвідував ремісничу школу та вивчав уроки узору на тканині під керівництвом Пауля Клее. 1953 року вступив до Сілезької Академії мистецтв, звідки невдовзі його виключили через «недостатній талант». Опісля займався дизайном шпалер, а також подавав свої тексти та малюнки до низки часописів: «Студентської газети», «Часу» та журналу «Пардон».
1960 року світ побачила дебютна книжка письменника — «Історія лошати на ім'я Валек», опублікована під псевдонімом Янош. 1970 вийшов його дебютний роман — «Хлонек, або добрий Бог із глини», однак найбільшу популярність письменник здобув завдяки дитячій книжці «Ах, ця чудова Панама!» (1978), яка 2018 року вийшла українською мовою у видавництві «Урбіно»:
|  | Чудова, неймовірно добра книжка про нерозлучних друзів, Ведмедика й Тигрика, які живуть у будиночку біля річки. Одного разу вони виловлюють з річки ящик з-під бананів, на якому написано "Панама". "Ах, Панама - це країна наших мрій, - вирішують друзі. - Бо Панама геть уся, вздовж і вшир, пахне бананами!" І вони вирішують помандрувати до Панами й оселитися в цій найпрекраснішій країні. |

Книжка принесла авторові Німецьку премію дитячої літератури та Міжнародну молодіжну премію Мюнхена (нім. Prix Jeunesse International Munich). Окрім того, «Ах, ця чудова Панама!» двічі екранізовано — в 1985 та 2006 роках. 2013 року світ побачила також однойменна опера. Одним із найвідоміших персонажів книги стала Тигрова качка (дерев'яна іграшка Тигрика), яка відтоді зображується на різноманітних аксесуарах.
У 1980-х перебрався на Тенерифе, де донині живе разом із своєю дружиною.

## Переклади українською
- Янош. Ах, ця чудова Панама!. — Л. : Урбіно, 2018. — 288 с. — ISBN 978-966-2647-49-5.